# Лајмада
Лајмада је безалкохолно пиће слично лимунади, с тим што се лајмада прави од сока воћа лимете, уместо лимуна. Популарно је пиће у Индији и Пакистану, где се назива нимбу паани, али се користи и назив за лимунаду, лимбу паани. Такође је позната у Тајланду и осталим деловима југоисточне Азије, услед распрострањености лимете у тим подручјима.
Лајмада, концентровани сок лимете, први пут се на тржишту појавила као 1867, као Роузис лајм ђус. Од 2004. је производе и предузећа АГ Бар и Њуманс оун. Газирана лајмада често се прави мешањем сока Севен ап са соком лимете. Предузеће Минит мејд производи Cherry Limeade, лајмаду са додатком вишања.